# West Lawn
West Lawn é um distrito localizado no estado norte-americano de Pensilvânia, no Condado de Berks.

## Demografia
Segundo o censo norte-americano de 2000, a sua população era de 1597 habitantes.

## Geografia
De acordo com o United States Census Bureau tem uma área de
0,6 km², dos quais 0,6 km² cobertos por terra e 0,0 km² cobertos por água.

## Localidades na vizinhança
O diagrama seguinte representa as localidades num raio de 4 km ao redor de West Lawn.